# Rudolf IV. (Hachberg-Sausenberg)

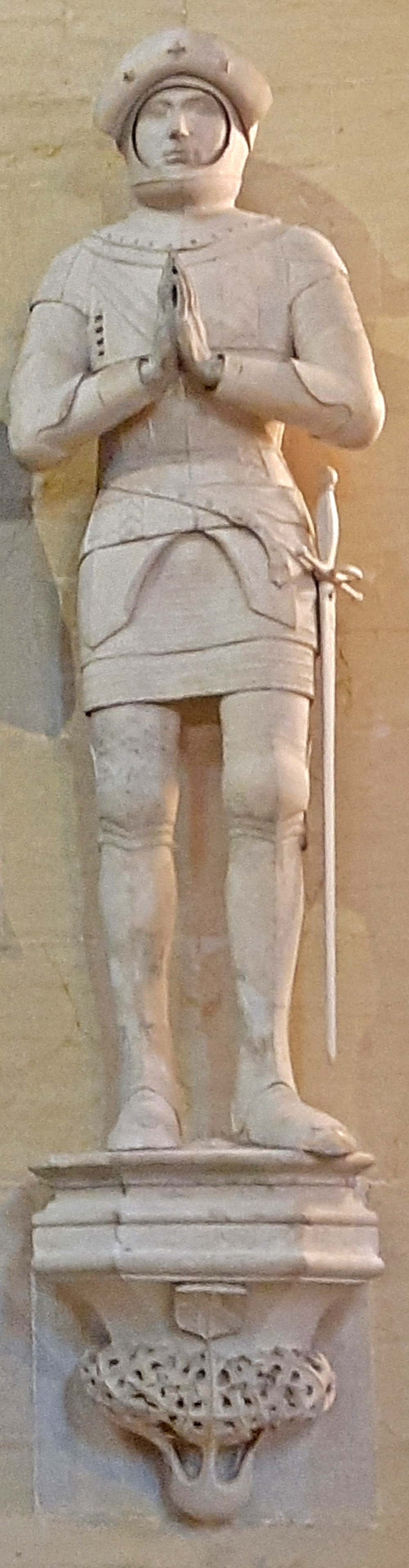
Markgraf Rudolf IV. von Hachberg-Sausenberg (1426–1487)- Foto seiner Statue in der Kollegiatkirche Neuenburg (Neuchâtel) neben dem Kenotaph der Grafen von Neuenburg

Markgraf Rudolf IV. von Hachberg-Sausenberg (* 1426/27 auf der Burg Rötteln; † 12. April 1487 ebenda) regierte von 1444 bis 1487 die Markgrafschaft Hachberg-Sausenberg und ab 1447 die Grafschaft Neuenburg am See. Durch seine Stellung im deutschen Reich und seine Verbindungen ins Herzogtum Burgund und zur Eidgenossenschaft wurde er vielfach als Vermittler angerufen.

## Die Familie
Rudolf stammte aus dem Haus Hachberg-Sausenberg, einem Seitenzweig des Hauses Baden (und damit der Zähringer) und war der Sohn des Markgrafen Wilhelm von Hachberg-Sausenberg und der Elisabeth von Montfort-Bregenz.
Rudolf heiratete 1447 Marguerite de Vienne († 1477), die Enkelin des Grafen Wilhelm III. von Vienne. Nach dem Tod von Rudolfs Schwager und einem Vergleich mit Wilhelm von Vienne zu Mombis erbte Rudolfs Ehefrau Margaretha 1467 die Herrschaft Sainte-Croix und die Herrschaften Louhans, Seurre und Joux.
Bekannt sind folgende Kinder:
- Katharina[4] (* 1450; † 1498)[5] ⚭[6] Philipp de Neufchâtel-en-Bourgogne, Herr von Fontenoy[7]
- Philipp von Hachberg-Sausenberg (* 1454; † 1503)

Als Witwer hatte der Markgraf noch folgende Kinder aus zwei unehelichen Verbindungen.
Mit Barbara Ehinger:
- Barbara[8] (* 1480; † 1550) 1. ⚭ 9. August 1502 Philipp von Chastellux[9] 2. ⚭ 1529 Philippe von Champignolles, Herr von Villemolin[10]

Mit N. Keller:
- Olivier von Hochberg (* 1484; † 1558)[11]

Der Bischof von Konstanz, Otto III. von Hachberg war ein Onkel von Rudolf IV.

### Verwandtschaft mit den Grafen von Freiburg

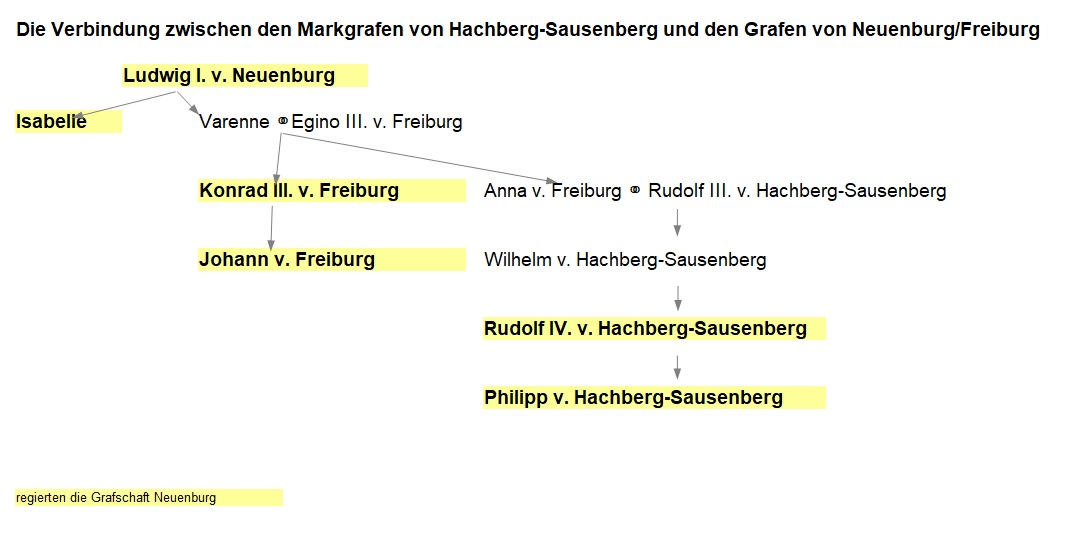
Die Verbindung zwischen den Markgrafen von Hachberg-Sausenberg und den Grafen von Neuenburg/Freiburg

Durch die Verwandtschaft mit den Grafen von Freiburg konnte Rudolf das von ihm regierte Territorium deutlich erweitern. Rudolfs Großvater, Rudolf III. von Hachberg-Sausenberg heiratete 1387 in zweiter Ehe Anna von Freiburg. Deren Bruder Konrad wurde 1395 Graf von Neuenburg. Konrads Sohn Johann war 1441 bis 1444 Rudolfs Vormund. Johanns Kinder aus seiner Ehe mit Marie von Chalon-Arlay, der Tochter des Lehensherrn von Neuenburg, verstarben alle bereits im Kindesalter.

## Regentschaft
Nach der Abdankung des Vaters (1441) zugunsten von Rudolf und dessen Bruder Hugo übernahm zunächst der Onkel, Graf Johann von Freiburg, bis 1444 als Vormund die Regierung.
Seit 1441 führte Rudolf den Titel Markgraf von Hachberg-Sausenberg und seit 1447 jenen eines Grafen von Neuenburg am See. Über Rudolfs Bruder Hugo, der 1444 noch zusammen mit Rudolf die Markgrafschaft übernahm, finden sich keine späteren urkundlichen Erwähnungen und es wird daher angenommen, dass er 1445 starb.

## Territoriale Expansion

### Herrschaft Badenweiler
Am 8. September 1444 schenkte Johann von Freiburg seinen eben aus der Vormundschaft entlassenen Neffen 2. Grades, Rudolf und Hugo von Hachberg-Sausenberg, seine Herrschaft Badenweiler mit der Burg Baden. Damit entstand aus der Landgrafschaft Sausenberg, sowie den Herrschaften Rötteln und Sausenberg (zusammen Oberamt Rötteln) ein großes weitgehend geschlossenes Herrschaftsgebiet zwischen Basel und Freiburg, das späterhin Markgräflerland benannt wurde.

### Grafschaft Neuenburg am See
Bereits im Mai 1450 setzte Johann von Freiburg vor eine Pilgerreise nach Rom Rudolf als alleinigen Erben ein. Auch in der Folgezeit bemühte sich Johann seinen Neffen bereits zu seinen Lebzeiten als Nachfolger zu etablieren, da die Rechtslage einen Erbgang eigentlich ausschloss. So war Rudolf 1454 auch an der Gewährung eines neuen Stadtrechts für Neuenburg beteiligt. Auch Bern wurde als Schutzmacht in die Nachfolgeregelung einbezogen.

#### Rechtsstellung der Grafschaft Neuenburg
| Zeitraum      | Rechtsstellung                             | Anmerkungen |
| ------------- | ------------------------------------------ | --- |
| 1033 bis 1127 | reichsunmittelbares Lehen                  | Belehnung durch Kaiser Konrad II.; nach salischem Recht Reichsmannlehen |
| 1127 bis 1218 | Reichslehen unter dem Rektorat von Burgund | zwischen dem Reich und dem Lehensnehmer stand das Rektorat unter den Zähringern |
| 1218 bis 1288 | reichsunmittelbares Lehen                  | nach dem Absterben der Zähringer entfiel auch das Rektorat |
| 1288 bis 1395 | Reichsafterlehen                           | 1288 Rückgabe des Lehens an König Rudolf von Habsburg; Vergabe des Reichslehens durch diesen an Johann I. von Chalon und Weitergabe durch diesen als Afterlehen an die Grafen von Neuenburg |
| 1395 bis 1458 | Reichsafterlehen                           | Nach dem Tod der Gräfin Isabella von Neuenburg machte Johann (Jean) III. von Chalon 1395 und 1404 den Heimfall des erledigten Lehens geltend um die Rechtmäßigkeit der Erbfolge von Isabella auf Konrad III. von Freiburg anzufechten. Durch Intervention Berns zugunsten der Grafen von Freiburg und durch die 1416 geschlossene Hochzeit zwischen Johann von Freiburg und Marie von Chalon-Arlay konnte der Konflikt beigelegt werden. |

#### Der Übergang Neuenburgs an die Markgrafen von Hachberg-Sausenberg
Nachdem Graf Johann kinderlos starb († 19. Februar 1458) stellte sich der damalige Lehensherr, Louis II. de Chalon wieder auf den Standpunkt, dass das Lehen damit heimgefallen sei. Der von Graf Johann eingesetzte Erbe, Rudolf IV. von Hachberg-Sausenberg, beeilte sich sofort um Aufnahme in das Bürgerrecht der Städte Bern und Solothurn. Am 7. April 1458 wurde Rudolf von Bern als Regent der Grafschaft Neuenburg anerkannt und als Bürger von Bern aufgenommen. Am 10. April huldigte ihm die Bürgerschaft von Neuchâtel. Da auch die Stadt Berner Bürgerrecht hatte, ließ sich Bern die Entscheidung in Streitsachen zwischen Graf und Stadt zusichern und damit eine Art Oberherrschaft. Rudolf übernahm aufgrund des Testaments von Johann die Grafschaft Neuenburg mit dem Château de Neuchâtel und weiteren Herrschaften in der Freigrafschaft Burgund. Rudolf anerkannte die Lehenshoheit des Grafen von Chalon und bot diesem am 25. April 1458 die Huldigung an, was aber von diesem abgelehnt wurde.
Rudolf wandte sich zudem an den Testamentsvollstrecker, den Erzbischof von Besançon, Quentin Ménart, der beim Grafen von Chalon zugunsten Rudolfs intervenierte. Louis de Chalon wandte sich nun an Papst Pius II., der 1459 den Entscheid des Erzbischofs bestätigte. Eine Beschwerde des Grafen von Chalon bei Kaiser Friedrich III. als oberstem Lehensherrn blieb ohne Antwort. Derweil konnte Rudolf seine Position in Neuenburg mit Unterstützung Berns festigen. Bern und die Alte Eidgenossenschaft hatten kein Interesse daran, dass eines der mächtigen französischen Geschlechter in der unmittelbaren Nachbarschaft regierte. Rudolf war fortan Bern zu Dank verpflichtet, was auch zu seiner Parteinahme in den Burgunderkriegen führte.
Nach dem Tod der Herzogin Marie von Nemours († 1707), Comtesse de Saint-Pol als Erbtochter des Hauses Orléans-Longueville erhob im Juni 1707 der preußische Gesandte Graf Ernst von Metternich in Neuenburg die preußischen Ansprüche dar, die an die Suzeränitätsrechte des 1530 verstorbenen Philibert von Chalon anknüpften. Die Begründung des preußischen Rechtsanspruchs rollt die ganze Geschichte auf und bezeichnet die Lehensfolge im Jahre 1458 durch Rudolf IV. von Hachberg-Sausenberg als unrechtmäßig.

## Der Diplomat

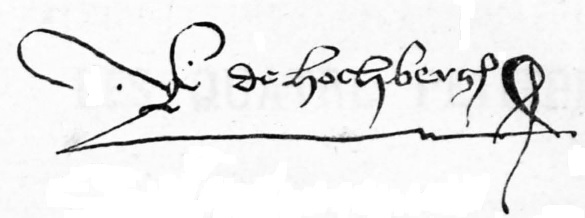
Unterschrift des marquis de Rothelin Rodolphe IV. de Hochberg

Rudolf begleitete 1451/52 den deutschen König Friedrich III. auf seinem Zug nach Rom zur Kaiserkrönung. Am 9. Juli 1454 besuchte der burgundische Herzog, Philipp der Gute, den Markgrafen Rudolf IV. auf der Burg Rötteln, die damit für einen Tag den Glanz höfischen Lebens sah. Bereits seit den 1430er Jahren stand Rudolf als Kammerherr und Rat im Sold des Herzogs. Mit dem Herzog war eine größere Reisegesellschaft mit etwa 300 Pferden unterwegs.
Der Herzog befand sich auf der Rückreise vom sogenannten Türken-Reichstag in Regensburg, den Kaiser Friedrich III. einberufen hatte und der vom 23. April bis 21. Mai 1454 dauerte. Es ging dabei um Pläne zur Rückeroberung von Konstantinopel. Die Gesellschaft hatte ihren Weg über Freiburg im Breisgau und Neuenburg am Rhein genommen. Am Folgetag ging es weiter nach Basel und von da nach Neuenburg am See, wobei der Herzog vom Markgrafen begleitet wurde, der ihn auch auf seinem Schloss Neuenburg bewirtete.
Rudolf war am burgundischen Hof als marquis de Rothelin eine bekannte Figur, der Herzog Philipp der Gute war namensgebender Taufpate des 1452 geborenen Sohnes Philipp von Hachberg-Sausenberg. 1465 beteiligte Rudolf sich an der Seite von Herzog Philipp an der Adelsrevolte gegen den französischen König Ludwig XI. (Ligue du Bien public). Rudolf war auch Bürger von Bern und Solothurn, womit er in Frankreich, Burgund, Deutschland und der Eidgenossenschaft Verbindungen hatte.
Herzog Karl der Kühne von Burgund ernannte ihn 1467 zum Gouverneur des Herzogtums Luxemburg. Er nahm dieses Amt bis 1477 wahr.

### Waldshuterkrieg und Vertrag von Saint-Omer

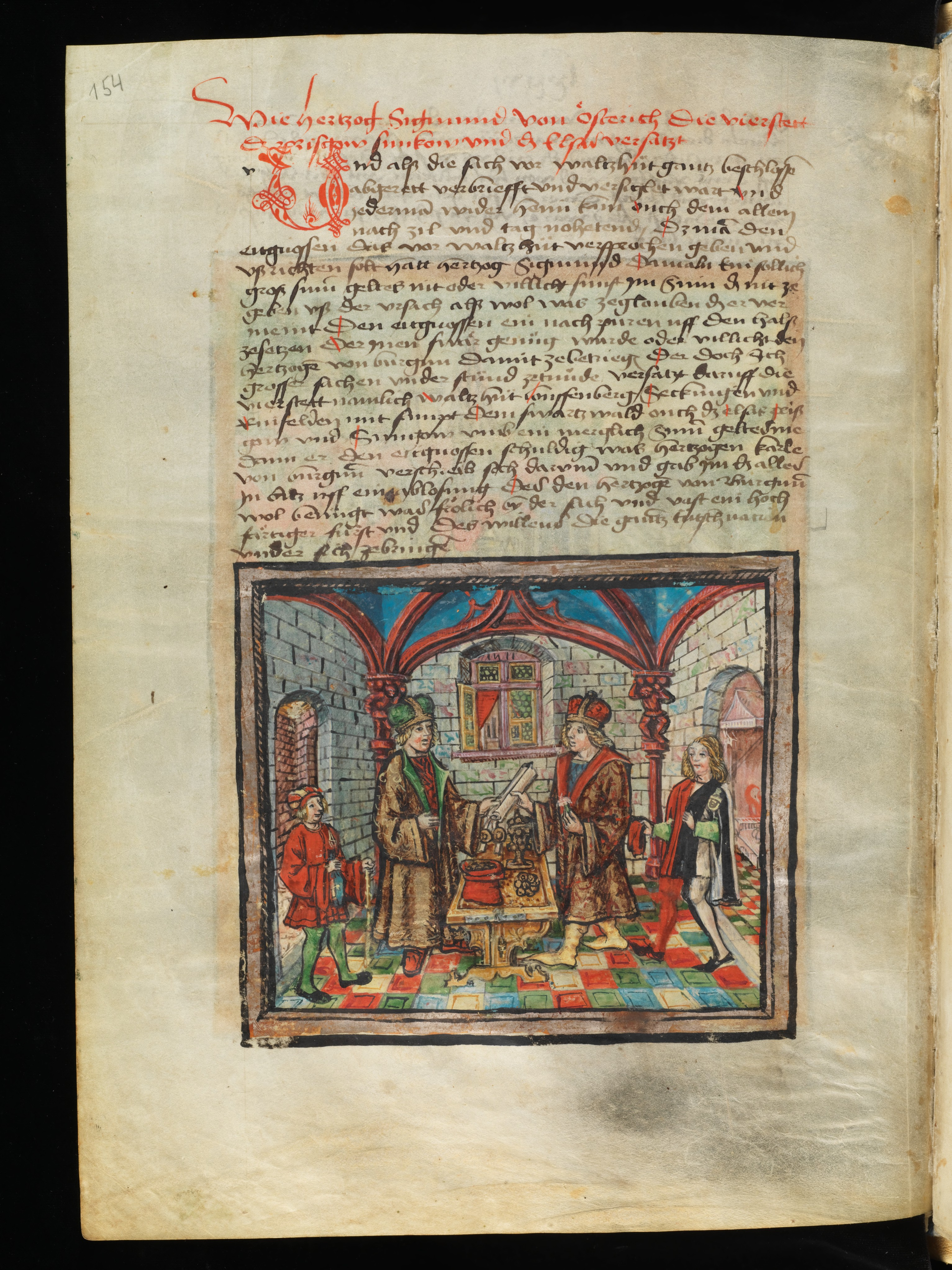
Herzog Sigmund und Karl bei der Verpfändung. Fiktive Darstellung in der Bilderchronik von Diebold Schilling dem Jüngeren

1468 vermittelten Rudolf und sein Landvogt Hans von Flachslanden im Waldshuterkrieg zwischen Herzog Sigmund von Österreich und den Eidgenossen.
Am 14. August 1468 nahmen die Vermittler Kontakt mit den eidgenössischen Hauptleuten auf, und am 16. August begannen in Dogern die Friedensverhandlungen, wo am 27. August der Friedensvertrag (die sogenannte Waldshuter Richtung) unterzeichnet wurde. In diesem Vertrag verpflichtete sich Herzog Siegmund von Österreich-Tirol, bis zum 24. Juni 1469 eine Kriegsentschädigung von 10 000 Gulden zu bezahlen. Als Sicherheit diente den Eidgenossen Waldshut und der vorderösterreichische Schwarzwald.
Um die im Waldshuter Vertrag vom 27. August 1468 festgelegte Entschädigungssumme bis 22. Juni 1469 an die Eidgenossen zu finanzieren wandte sich Siegmund an den Herzog von Burgund, Karl den Kühnen. Im Vertrag von Saint-Omer (9. Mai 1469) verpfändete Siegmund große Teile der österreichischen Vorlande im Breisgau und Oberelsass für 50 000 Gulden an Karl den Kühnen.
Markgraf Rudolf war bei der Unterzeichnung des Vertrages zugegen.
Da sich die vorderösterreichischen Landstände vorgängig erboten hatten die Entschädigungssumme von 10 000 Gulden aufzubringen, ist von einem politischen Kalkül Siegmunds auszugehen, der Burgund gegen die Eidgenossen aufbringen wollte, deren verbündete Stadt Mulhouse mitten im oberelsässischen Pfandgebiet lag und damit ein potentieller Konfliktherd war.
Bereits am 10. April 1469 – also noch vor Unterzeichnung des Vertrags von St. Omer – hatte Karl der Kühne seinen Gefolgsmann Peter von Hagenbach zum Landvogt für die Pfandgebiete bestimmt, was aber zunächst noch geheim gehalten wurde. Zunächst setzte der Burgunderherzog eine Übernahmekommission ein, deren Leitung dem Markgrafen Rudolf übertragen wurde. Peter von Hagenbach gehörte dieser Kommission auch an. Weitere Mitglieder waren:
- Guillaume de la Baume-Montrevel, Herr von Illingen[31]
- Jean de Carondelet[32], Richter in Besançon, später Kanzler von Burgund
- Thiebault Ponçot, Einnehmer der Vogtei Amont

Die Übernahme der Pfandlande durch Burgund wurde am 17. August 1469 mit der Huldigung von Breisach abgeschlossen, die Markgraf Rudolf als „Verweser und Regierer der Lande“ entgegennahm. Die Übernahmekommission versuchte nun die von Siegmund bereits früher verpfändeten Teile der Vorlande auszulösen. Aus strategischen Gründen hatte dabei Rheinfelden mit dem Rheinübergang Priorität. Die Stadt Basel hatte das Pfand noch nicht übernommen und war bereit gegen die entsprechende Zahlung darauf zu verzichten. Markgraf Rudolf musste jedoch mehrfach um Zahlungsaufschub bitten, da der Burgunderherzog die nötigen Mittel nicht rechtzeitig zur Verfügung stellte. Anfang November 1469 beendete die Übernahmekommission ihre Arbeit und Peter von Hagenbach trat die Regierung als Landvogt an. In Ensisheim wurde ein Regierungskollegium mit zwölf Mitgliedern eingesetzt, deren Präsidium Hans Bernhard von Gilgenberg übernahm und damit Stellvertreter des Landvogts war. Ein Mitglied des Kollegiums war der frühere Röttler Landvogt des Markgrafen Rudolf, Peter Reich von Reichenstein. Das Regierungskollegium war auch das höchste Gericht der Pfandlande.

### Vermittler in den Hochzeitsverhandlungen zwischen den Häusern Habsburg und Burgund
1470 sollte Rudolf im Auftrag von Herzog Karl den Erzherzog Sigismund für den burgundischen Plan gewinnen, der die Vermählung von Karls Tochter, Maria von Burgund, mit Maximilian im Gegenzug zur Ernennung Karls zum deutschen König vorsah.

### Versuch zur Absicherung der badischen Herrschaften
Rudolf war sich bewusst, dass seine Stellung als Lehensherr des deutschen Reiches einerseits und seinen burgundischen Interessen andererseits ihn in eine gefährliche Lage bringen konnten. Um die badischen Herrschaften seiner Familie zu erhalten, nahm er daher Verhandlungen mit Markgraf Karl I. und dessen Sohn Albrecht von der badischen Hauptlinie auf. Kurz vor seinem Tode holte Rudolf zudem einen Sohn Christoph von Badens, Philipp, an seinen Hof. Die Verhandlungen kamen zu keinem Abschluss, wurden aber später von Rudolfs Sohn Philipp mit Christoph von Baden wieder aufgenommen und 1490 zum Abschluss gebracht.

## Die Bautätigkeit
Rudolf IV. baute die Burgen Rötteln (1468:Unteres Tor in der Vorburg; 1471: Flankierungsturm in der Oberburg) und Burg Baden aus. Von 1479 bis 1482 ließ er die abgebrannte Stadtkirche von Schopfheim wieder aufbauen. Auch in der Klosterkirche von Weitenau und den Kirchen von Egringen und Rötteln finden sich Spuren seiner Bautätigkeit.

## Wappen

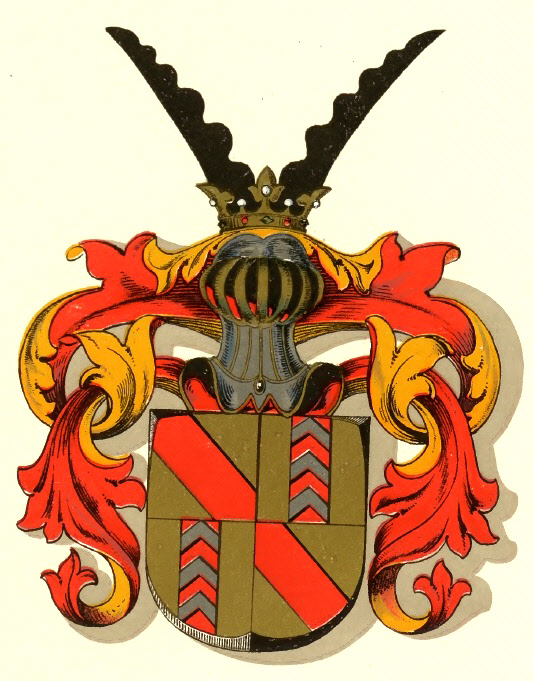
Wappen Rudolf IV.

Im ersten und vierten Feld des Wappenschildes in Gold ein roter Schrägbalken (Wappen des Hauses Baden) und im zweiten und dritten Feld des Wappenschildes in Gold ein roter Pfahl belegt mit drei silbernen Sparren (Wappen der Grafen von Neuenburg).

## Rudolf und die zeitgenössische Literatur

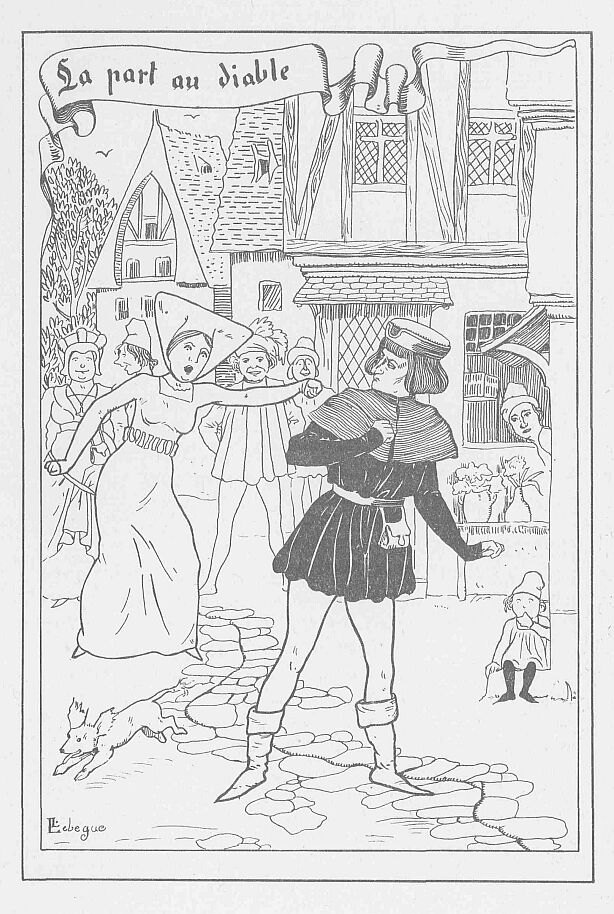
Illustration zur 84. Geschichte der Cent Nouvelles Nouvelles

### Rudolf und Melusine
Der Berner Patrizier Thüring von Ringoltingen widmete seine 1456 erschienene deutsche Version der Erzählung Melusine dem Markgrafen Rudolf. Es wird angenommen, dass Rudolf durch seine Verbindungen zum Hof des burgundischen Herzogs Philipp dem Guten Zugang zur französischen Versversion von Couldrette hatte und diese von Ringoltingen zur Verfügung stellte. Die Annahme, dass von Ringoltingen eine Auftragsarbeit für Rudolf erstellte, wird teilweise angezweifelt entspricht aber der vorherrschenden Meinung.

### Das Teufelsweib
Um 1467 erschien die französische Geschichtensammlung Cent Nouvelles Nouvelles, die dem burgundischen Herzog, Philipp dem Guten, gewidmet war. Die Sammlung wurde lange Antoine de La Sale zugeschrieben, aber inzwischen wird ein Anonymus als Sammler und teilweise Autor dieser Geschichten angenommen. Zur 84. Geschichte ist vermerkt, dass sie vom marquis de rothelin stammt, d. h. von Rudolf IV.

### Rudolf und Antonius von Pforr
Der Übersetzer des Buches der Beispiele, einer literaturgeschichtlich einflussreichen Übersetzung der indischen Geschichtensammlung Panchatantra, Antonius von Pforr, war in den 1450er-Jahren ein Rat des Markgrafen Rudolf.

## Grab und Gedenken
Eine Statue die den Grafen darstellt befindet sich im Grabmal der Grafen von Neuenburg in Neuchâtel, aber beigesetzt wurde Rudolf in der Röttler Kirche.
Einige Autoren sehen in der Neuenburger Statue eine Abbildung des Markgrafen Philipp von Hachberg-Sausenberg, dem Sohn des Markgrafen Rudolf, da Wappen und Bekleidung auch zu ihm passen könnten. Allerdings war Philipp in der Alten Eidgenossenschaft aufgrund seines Auftretens bei Grandson unbeliebt. Zudem waren seine Witwe und seine Tochter über Philipps Erbschaftsvertrag mit Markgraf Christoph von Baden verärgert — es gab damals demnach einige Gründe kein Denkmal für ihn zu erstellen.